# الکساندر پوگوریلف
الکساندر پوگوریلف (اوکراینی: Олександр Георгійович Погорєлов؛ ۲۲ ژانویهٔ ۱۹۵۲ – ۱۷ اکتبر ۲۰۰۷) بازیکن فوتبال اهل اتحاد جماهیر شوروی سوسیالیستی بود.
از باشگاه‌هایی که در آن بازی کرده‌است می‌توان به باشگاه فوتبال زسکا مسکو، باشگاه فوتبال دنیپرو، باشگاه فوتبال زسکا پامیر، و باشگاه فوتبال چورنومورتس اودسا اشاره کرد.